# Брид, Клара
Клара Брид (англ. Clara Estelle Breed, 19 марта 1906, Форт-Додж, Айова — 8 сентября 1994, Spring Valley, Калифорния) — американский библиотекарь, известна главным образом своей поддержкой американских детей японского происхождения во время Второй мировой войны. После нападения на Перл-Харбор 7 декабря 1941 года многие жители Калифорнии японского происхождения были переведены в отдалённые лагеря для интернированных американцев японского происхождения, где они оставались до конца войны. Брид поддерживала связь со многими детьми, отправленными в лагеря, присылая материалы для чтения и регулярно посещая их.
Она проработала в системе публичной библиотеки Сан-Диего более 40 лет, в том числе 25 лет в качестве городского библиотекаря.

## Ранние годы и образование
Клара Брид родилась в 1906 году в Форт-Додже штат Айова, США. Её родителями были Эстель Мари Поттер и Рубен Леонард Брид, служитель конгрегационалов. Семья жила в Нью-Йорке и Иллинойсе, а затем переехала в Сан-Диего в 1920 году после смерти Рубена Брида. Клара Брид окончила среднюю школу Сан-Диего в 1923 году, Помона-колледж в 1927 году, получила степень магистра библиотечного дела в университете Кейс-Вестерн-Резерв.

## Карьера
В 1928 году Брид начала работать детским библиотекарем в филиале библиотеки Восточного Сан-Диего. В 1945 году назначена исполняющей обязанности городского библиотекаря. В следующем году она была назначена городским библиотекарем Сан-Диего и занимала эту должность 25 лет. Во время её пребывания на посту городского библиотекаря библиотечная система расширилась за счёт создания новой главной библиотеки в 1955 году и добавления нескольких библиотек-филиалов. Она создала Кооперативную библиотечную систему Серра, которая повысила эффективность межбиблиотечного абонемента. Раньше посетители библиотеки могли получать книги только из учреждения (города, округа и т. д.), которому они принадлежали. С созданием совместной библиотечной системы посетители могли брать книги в библиотеках округов Сан-Диего и Импириал. Она также была движущей силой строительства здания центральной библиотеки Сан-Диего в 1950-х годах. В 1983 году она написала столетнюю историю библиотечной системы Сан-Диего «Перелистывая страницы: история публичной библиотеки Сан-Диего, 1882–1982».

## Вторая мировая война и интернирование американских детей японского происхождения
Когда Соединённые Штаты были вовлечены во Вторую мировую войну, многие семьи японского происхождения были перемещены из Сан-Диего и других городов Западного побережья в лагеря для интернированных в Аризоне и других местах внутренних районов страны. Многие из этих японо-американских детей были посетителями библиотеки. Брид заметила, что перед отправкой детей в лагеря их поведение и манеры изменились; прежде общительные и полные энтузиазма ученики стали угрюмыми и замкнутыми. Когда наступил день отъезда детей, многие из них пришли в библиотеку, чтобы вернуть свои читательские билеты и попрощаться с Брид. Она дала детям открытки с обратным адресом и попросила их написать ей и сказать ей, что им нужно. Когда дети писали, она отвечала и присылала им не только материалы для чтения, но и личные вещи, такие как мыло и зубные щётки. Многие из её бывших посетителей библиотеки были отправлены в лагерь для интернированных Центра переселения после войны в Аризоне, где она навещала их несколько раз.
Брид была ярым противником Чрезвычайного указа № 9066, политики интернирования, введённой президентом Франклином Рузвельтом в феврале 1942 года. Она написала многим членам Конгресса и написала две опубликованные статьи о несправедливом обращении с детьми и другими американцами японского происхождения, помещёнными в лагеря для интернированных. «Все, кроме слепых» появились в «Library Journal» в 1943 году, а «Американцы с неправильными предками» появились в том же году в журнале The Horn Book Magazine. Она также писала письма с просьбой разрешить учащимся колледжа из лагерей для интернированных посещать школу на Среднем Западе и отправляла просьбы о воссоединении некоторых отцов, которые были разлучены со своими семьями, потому что их считали «угрозой безопасности».
Брид получила более 250 писем и открыток от детей за время интернирования. Одним из самых ценных подарков, которые она получила за это время, была резьба с её именем на дереве мансанита, которую один из детей создал с помощью острого конца пружины кровати.

## Послевоенное признание
В 1955 году Совет женской службы Сан-Диего назвал Брид «Женщиной года Сан-Диего». В 1991 году её чествовали на воссоединении Poston Camp III в Сан-Диего. В 1993 году она получила благодарность от президента Билла Клинтона.
В 1993 году она отдала письма и артефакты, которые она сохранила, одной из своих бывших подруг по переписке, Элизабет (Кикути) Ямада, вышедшей на пенсию учительнице английского языка в старшей школе. Ямада подарила их Японско-американскому национальному музею, который представил их на выставке под названием «Дорогая мисс Брид: Письма из лагеря», а затем сделал их частью постоянной коллекции музея.
Смитсоновский институт включил четыре письма «Дорогая мисс Брид» в план урока по использованию писем в качестве основных исторических документов. Её письма также легли в основу книги 2006 года «Дорогая мисс Брид: правдивые истории о заключении американцев японского происхождения во время Второй мировой войны и библиотекарь, который изменил ситуацию» Джоанны Оппенгейм.
В 2007 году Брид была занесена в Зал славы женщин Сан-Диего в категории «Строитель полноценных культурных мостов». В 2014 году Клара Брид была занесена в Зал славы Калифорнийской библиотеки Калифорнийской библиотечной ассоциацией.